# Ann Romney
Lois Ann Romney (n. Detroit, Míchigan; 16 de abril de 1949) es la esposa del político republicano candidato a las Elecciones presidenciales de Estados Unidos de 2012 y ex-gobernador del estado de Massachusetts Mitt Romney, lo que convirtió a Ann en primera dama de Massachusetts entre los años 2003 y 2007.

## Biografía
Nacida en Detroit en el año 1949, Ann es hija de Edward Roderick Davies (1915-1992) y de Lois Davies (1917-1993), tiene dos hermanos. Se crio en Bloomfield Hills, y realizó sus estudios primarios en la escuela privada de Cranbrook Schools que fue donde conoció a su futuro marido Mitt Romney a la edad de 15 años.
Estudió en la Universidad Stanford y en la Universidad Brigham Young donde obtuvo la licenciatura en francés y Bachelor of Arts en el año 1975.
En el año 1966 Ann se convirtió a La Iglesia de Jesucristo de los Santos de los Últimos Días, el día 21 de marzo de 1969 se casó con Mitt Romney en su casa de Bloomfield Hills mediante una ceremonia civil y posteriormente el matrimonio viajó a Utah donde celebraron otra ceremonia mormona en el Templo de Salt Lake City. Tiempo más tarde tuvieron cinco hijos (Tagg, Mateo, Joshua, Benjamin, Craig Romney).
El día 2 de enero del año 2003, Ann pasó a ser la primera dama del estado de Massachusetts debido al triunfo de su marido en las elecciones.
Como primera dama de Massachusetts, sirvió como enlace del gobernador con los legisladores federales, participó en una serie de organizaciones benéficas para niños, y fue una participante activa en la campaña presidencial de su marido en 2008, donde se convirtió en la esposa más visible entre las mujeres de todos los candidatos republicanos.